# کلیک (برنامه تلویزیونی)
کلیک (به انگلیسی: Click) (با عنوان قبلی کلیک آنلاین) یک برنامهٔ تلویزیونی هفتگی از شبکهٔ بی‌بی‌سی است که به پوشش اخبار و تحوّلات اخیر در جهان فناوری می‌پردازد.
چهار نسخه از این برنامه وجود دارد. از جمله دو برنامهٔ ۳۰ دقیقه‌ای، که برنامهٔ اول برای مخاطبان بریتانیایی در شبکهٔ بی‌بی‌سی نیوز تهیّه و پخش می‌شود. برنامهٔ دوّم برای مخاطبان جهانی از شبکه بی‌بی‌سی ورلد نیوز پخش می‌شود. یک برنامهٔ ۱۵ دقیقه‌ای هم از شبکهٔ بی‌بی‌سی وان و بی‌بی‌سی نیوز در تعطیلات آخر هفته پخش می‌شود. چهارمین نسخه نیز به مدت ۵ دقیقه در بی‌بی‌سی ورلد نیوز پخش می‌شود.

## کلیک فارسی
کلیک فارسی نسخهٔ فارسی این برنامه است که از تلویزیون فارسی بی‌بی‌سی پخش می‌شود و با توجه به مخاطبان این شبکه تلویزیونی، محتوای آن در مواردی تغییر می‌کند و برای بیننده فارسی‌زبان هماهنگ می‌شود.
کلیک فارسی درباره فناوری‌های جدید و پیشرفت‌ها و نوآوری‌های تازه است. این برنامه به مرور گیم و رویدادهای عمده عرصه فناوری و لوازم الکترونیکی هم می‌پردازد. 
هر جمعه ساعت ۸:۳۰ عصر به وقت ایران قسمت جدیدی از کلیک فارسی پخش می‌شود. این برنامه هم‌زمان در یوتیوب هم منتشر می‌شود.
گفت‌وگو با فناوران، پژوهشگران و متخصصان صنایع و فناوری‌ها از بخش‌های دیگر این برنامه است.
پیش‌تر برنامه کلیک به ترفندهای کامپیوتری، آموزش و رفع اشکال‌ها، معرفی وب‌سایت‌ها هم می‌پرداخت.

## زمان پخش برنامه به وقت ایران
| روز پخش          | ساعت پخش |
| ---------------- | -------- |
| جمعه             | ۲۰:۳۰    |
| شنبه (تکرار)     | ۱۰:۳۰    |
| یک‌شنبه (تکرار)   | ۱۲:۳۰    |
| دوشنبه (تکرار)   | ۱۰:۳۰    |
| سه‌شنبه (تکرار)   | ۲۰:۳۰    |
| چهارشنبه (تکرار) | ۱۷:۳۰    |
| پنج‌شنبه (تکرار)  | ۱۴:۰۰    |
| جمعه (تکرار)     | ۴:۳۰     |

## دست‌اندرکاران
از اردیبهشت ۱۴۰۲ مجری برنامهٔ کلیک فارسی، هادی نیلی بوده است. 
این برنامه را سال‌ها نیما اکبرپور اجرا می‌کرد. او در ۳۱ فروردین ۱۴۰۲ با کلیک و بی‌بی‌سی فارسی خداحافظی کرد. 
دیگر دست‌اندرکاران و تهیه‌کنندگان این برنامه در سال‌های گذشته امید فراستی، مهرناز فرهمند، سعدی حائری، کاوون خموش و مریم کیانی بوده‌اند.